# Apinagia peruviana
Apinagia peruviana là một loài thực vật có hoa trong họ Podostemaceae. Loài này được (Wedd.) Engl. mô tả khoa học đầu tiên năm 1930.